# Rhenz Abando
Rhenz Joseph Mamuyac Abando (Santo Tomas, 11 marzo 1998) è un cestista filippino.

## Carriera

### Nazionale
Nel 2023 è stato convocato, con la nazionale filippina, per il Mondiale, concluso al ventiquattresimo posto finale.

## Palmarès
- Korean Basketball League: 1

Anyang Red Boosters: 2022-2023